# Murray Ross Henderson
Murray Ross Henderson (12 de noviembre de 1899 - 13 de noviembre de 1982 ) fue un botánico y explorador escocés que se especializó en el género Eugenia.

## Biografía
Su padre, Andrew, era químico farmacéutico: se gradúa en botánica de la Universidad de Aberdeen y aceptará un puesto de botánico del Departamento de Museos de la Federación de Estados Malayos, de 1921 a 1924, y a partir de 1924 es curador del herbario del Jardín Botánico de Singapur. Durante una temporada está a cargo del Dto. de Museos en Penang, de 1937 a 1938, para luego volver a sus obligaciones en Singapur. Antes de la ocupación japonesa abandona el país permaneciendo de 1941 a 1945 en Kirstenbosch, donde realizó estudios de las Cycadaceae sudafricanas. Al finalizar la guerra retorna al Jardín botánico de Singapur en 1946, siendo Asistente Director en 1948 y Director en 1949, y se retirará a Aberdeen en 1954.

## Algunas publicaciones

### Libros
- Henderson, MR. 1974. Malayan Wild Flowers, vv. 1. Reimpreso de Art Printing Works, 835 pp.

- -------------. 1961. Common Malayan Wildflowers ... ilustrado por Juraimi Samsuri. 69 pp.

- -------------, MR Addison. 1956. Malayan orchid hybrids. Ed. Government Printing Office, Singapur. 480 fotos (pocas en colores). 2 vv. 4.º, pp. iv, 191

- La abreviatura «M.R.Hend.» se emplea para indicar a Murray Ross Henderson como autoridad en la descripción y clasificación científica de los vegetales.[2]

## Fuente
- Desmond, R. 1994. Dictionary of British & Irish Botanists & Horticulturists includins Plant Collectors, Flower Painters & Garden Designers. Taylor & Francis & The Natural History Museum, Londres